# Файн Ливинг Нетуърк
Файн Ливинг Нетуърк (известен също като ФЛН или Файн Ливинг) е закрит американски телевизионен канал, собственост на Скрипс Нетуъркс. Създаден е през 2002 г. в Лос Анджелис. През октомври 2005 г. е обявено, че седалището ѝ ще се премести в Ноксвил, където е седалището на сестриния канал Ейч Джи Ти Ви. Той е ребрандиран като „готварски канал“ на 31 май 2010 г.

## Чуждестранни версии
От 3 септември 2004 до 19 октомври 2009 г. канадска версия на ФЛН е излъчена под името Файн Ливинг. Тя е заменена от канадска версия на Ди Ай Уай Нетуърк.
В Европа ФЛН стартира през 2010 г., като замества Зоун Клъб, с изключение на Полша.
От 26 март 2014 г. италианската версия на ФЛН се излъчва под името Файн Ливинг.

## Прегрупиране за Готварски канал
През октомври 2009 г. е обявено, че Файн Ливинг Нетуърк ще бъде ребрандирана като „готварски канал“, със съдържание, подобно на сестриния Чанъл Фуд Нетуърк. Първоначалният план е да се осъществи промяната през есента на 2010 г., но по-късно е обявено, че превключвателят смята да го изпълни на 31 май 2010 г.